# Metamorfismo

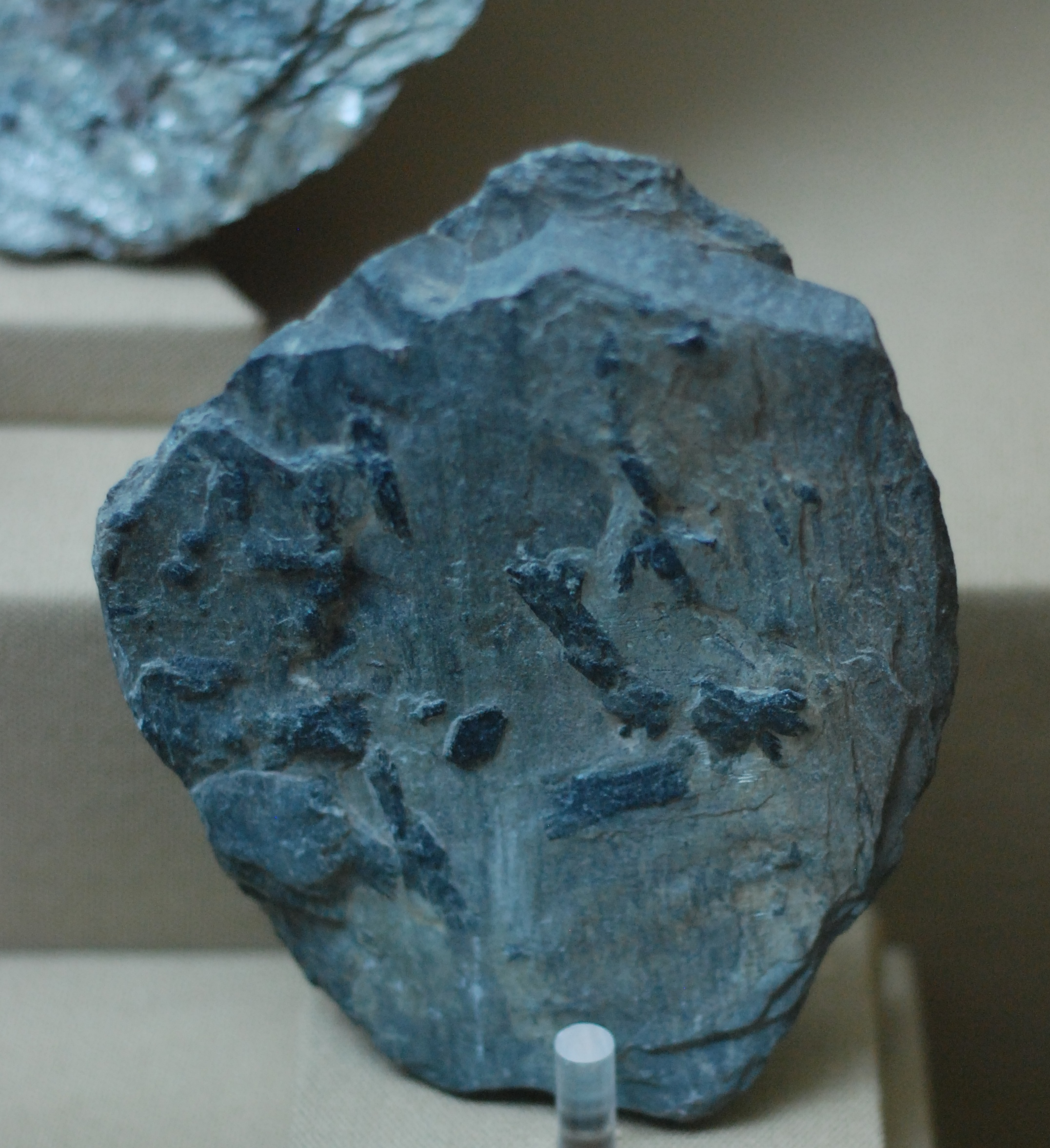
Xisto com cristais de estaurolite.

Metamorfismo é o conjunto de processos geológicos que leva à formação das rochas metamórficas. Esses processos envolvem transformações sofridas pelas rochas, quando submetidas ao calor/temperatura, pressão, os fluidos e o tempo.

## Tipos de metamorfismo

### Primários
- Metamorfismo regional: as rochas preexistentes são modificadas por um aumento de pressão superior ao aumento de temperatura e de tensões litostáticas. O metamorfismo regional está relacionado com limites convergentes, onde se verificam altas temperaturas e pressões. Algumas rochas deste tipo de metamorfismo são a ardósia, o filito, o micaxisto e a gnaisse.
- Metamorfismo de contacto: está diretamente relacionado com as intrusões magmáticas. Como estão a temperaturas muito elevadas, causam instabilidade nos minerais das rochas envolventes à inclusão magmática. Essa instabilidade vai levar ao rearranjo estrutural dos minerais, formando novas ligações químicas, formando, então, novos minerais. Exemplos: corneana, quartzito e mármore.

### Secundários
- Metamorfismo dinâmico: desenvolve-se em "faixas" longas estreitas nas adjacências de falhas ou zonas de  cisalhamento.
- Metamorfismo por soterramento: está geralmente associado com bacias sedimentares formadas na margem de distensão das placas.
- Metamorfismo hidrotermal: resulta da percolação de águas quentes ao longo de fraturas e espaços intergranulares das rochas.
- Metamorfismo de impacto ou de choque: desenvolve-se em locais submetidos ao impacto de grandes meteoritos.
- Metamorfismo de fundo oceânico:  ocorre junto às ridges meso-oceânicas, sendo fatores essenciais a temperatura e o fluido.

Os tipos mais considerados são o metamorfismo de contato, metamorfismo dinâmico e o metamorfismo regional.

## Condições ótimas
Para a ocorrência do metamorfismo, é necessário alta pressão e temperatura. Assim, foi constatado que, em geral, essas condições são contempladas numa profundidade abaixo de 5km, onde a pressão é 1500 vezes maior que a pressão atmosférica. 

## Tipos de transformações metamórficas
- Metamorfismo normal: ocorre sem qualquer alteração da composição química, embora a rocha seja outra.
- Metamorfismo metassomático  ou metassomatismo: implica alteração na composição química da rocha.